# Miðás (kulle i Island)
Miðás är en kulle i republiken Island. Den ligger i regionen Norðurland eystra, 400 km nordost om huvudstaden Reykjavík. 
Trakten runt Miðás är nära nog obefolkad, med mindre än två invånare per kvadratkilometer. Närmaste större samhälle är Þórshöfn, omkring 16 kilometer öster om Miðás. Omgivningarna runt Miðás är i huvudsak ett öppet busklandskap.